# The Jellies!
The Jellies! è una sitcom animata statunitense del 2017, creata da Tyler Okonma e Lionel Boyce e diretta da Aaron Augenblick.
Generato in seguito alla pubblicazione dell'omonima webserie del 2015 come esclusiva dell'applicazione Tyler's Golf Media, The Jellies! riguarda una famiglia composta dalle meduse antropomorfe Barry, Debbie e KY Jelly e un ragazzo umano di sedici anni di nome Cornell. Prodotta da Augenblick Studios, la serie è stata rinnovata per una seconda stagione nell'ottobre 2018.
La serie è stata trasmessa per la prima volta negli Stati Uniti su Adult Swim dal 22 ottobre 2017 al 23 giugno 2019, per un totale di 20 episodi ripartiti su due stagioni.

## Trama
La serie è incentrata su una famiglia di meduse antropomorfe e il loro figlio umano di sedici anni di nome Cornell. Quando il ragazzo scopre di essere stato adottato alla nascita, è scioccato e successivamente perde il controllo nel tentativo di scoprire le sue origini. Di conseguenza, lui, la sua famiglia e i suoi amici finiscono in alcune situazioni inquietanti.

## Episodi
| Stagione         | Episodi | Prima TV USA | Prima TV Italia |
| ---------------- | ------- | ------------ | --------------- |
| Prima stagione   | 10      | 2017         | inedita         |
| Seconda stagione | 10      | 2019         | inedita         |
| Webisodi         | 7       | 2015         | inediti         |

## Personaggi e doppiatori

### Personaggi principali
- Cornell Jelly, interpretato da Phil LaMarr
- Barry Jelly, interpretato da Earl Skakel
- Debbie Jelly, interpretata da AJ Johnson
- KY Jelly, interpretata da Kilo Kish

### Personaggi ricorrenti
- RG, interpretato da Blake Anderson.
- Reggie, interpretato da Kevin Michael Richardson.

## Trasmissione internazionale
- 22 ottobre 2017 negli Stati Uniti su Adult Swim;
- 14 novembre 2018 in Africa su Showmax.[7]